# آلیون توره
آلیون توره (انگلیسی: Alioune Touré؛ زادهٔ ۹ سپتامبر ۱۹۷۸) بازیکن فوتبال سابق اهل فرانسه است که در پست هافبک تهاجمی بازی می‌کرد.
از باشگاه‌هایی که در آن بازی کرده‌است می‌توان به باشگاه فرهنگی ورزشی دبی، باشگاه فوتبال هیبرنین، باشگاه فوتبال نانت، باشگاه فوتبال گنگام، باشگاه فوتبال لیریا، باشگاه فوتبال منچستر سیتی، باشگاه فوتبال پاریس اف سی، باشگاه ورزشی السیلیه، و باشگاه فوتبال پاری سن ژرمن اشاره کرد.
وی همچنین در تیم‌های ملی فوتبال زیر ۱۸ سال فرانسه و زیر ۲۱ سال فرانسه بازی کرده‌است.